# Bellante
Bellante (Bəllində in abruzzese) è un comune italiano di 6 851 abitanti della provincia di Teramo in Abruzzo.

## Storia

### Simboli
Lo stemma e il gonfalone del comune di Bellante sono stati concessi con decreto del presidente della Repubblica del 25 febbraio 1985.

## Monumenti e luoghi d'interesse

### Torre Civica
La torre svolge la duplice funzione di torre civica e campanile della chiesa di Santa Croce e Santa Maria della Misericordia. Alla sua sommità svetta un'imponente e caratteristica banderuola con alla base le iniziali dei quattro punti cardinali e sui lati da una parte il simbolo della croce, dall'altra lo stemma del paese con l'iscrizione "Universitas Bellanti".

### Chiesa di Santa Croce

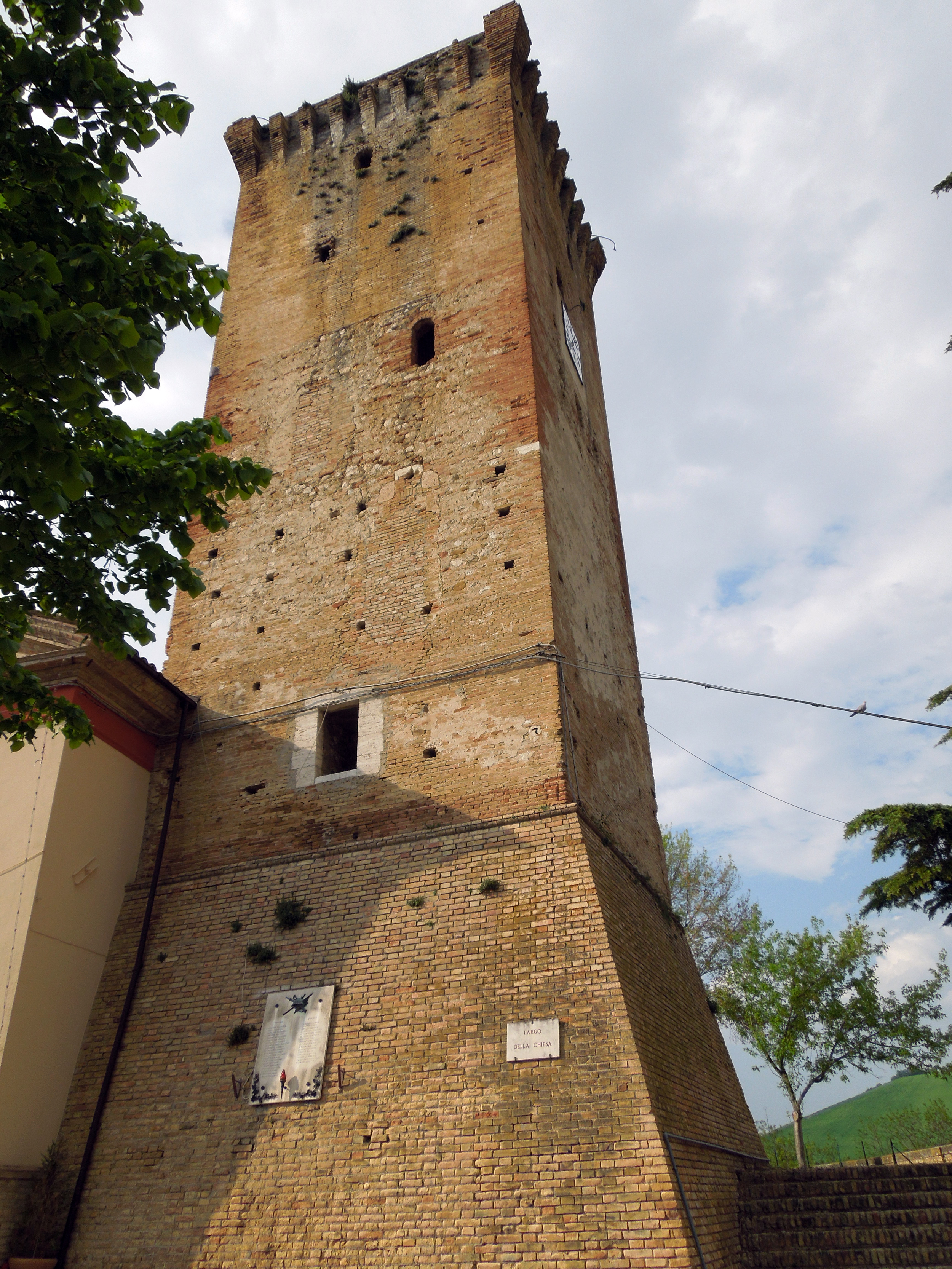
Torre medievale di Ripattoni

la Chiesa di Santa Croce presenta una facciata in laterizio caratterizzata dalla sovrapposizione di più interventi costruttivi di epoche diverse. Il portale in pietra, della prima metà del Cinquecento, è in stile rinascimentale ed è sovrastato da un rosone murato e da un ampio finestrone, anch'esso murato, frutto degli interventi architettonici della fine del Settecento. In tale periodo l'architetto elvetico Fontana fu incaricato dei lavori di rifacimento della chiesa che subì una sopraelevazione, l'ampliamento del presbiterio, la costruzione della cupola e l'apertura di quattro grandi finestre trilobate sui lati. L'interno della chiesa, in stile rococò, è decorato a stucchi e si presenta con un'unica navata coperta da volta a botte che termina con un'abside alla sommità della quale troneggia il gruppo scultoreo dell'esaltazione della croce. In nicchie ricavate negli intercolumni della navata si trovano tre gruppi scultorei rappresentanti allegorie delle tre virtù teologali (la fede, la speranza e la carità), mentre nei pennacchi della cupola sono rappresentati i quattro evangelisti con il leone ed il bue alati, l'angelo e l'aquila. Ai lati del presbiterio si possono ammirare le statue a grandezza naturale di Mosè a destra e San Pietro a sinistra mentre nella parte absidale si trova un coro ligneo del Settecento. Sulla controfacciata la cantoria ospita un antico organo più volte rimaneggiato nei secoli tuttora in funzione, sebbene necessiti di interventi di restauro. Sui quattro altari laterali della navata si possono ammirare tre pregevoli tele cinquecentesche ed una secentesca rappresentanti l'Adorazione dei Magi (attribuita alla scuola del Veronese), la Crocifissione, la Madonna degli Angeli e la Madonna del Rosario. Nei transetti, incorniciate da scenografiche decorazioni a stucco, si trovano due grandi tele settecentesche di Nicola d'Ascoli che rappresentano "la Regina Abigail" e "Rebecca chiesta in sposa".

### Cappella di Santa Maria della Misericordia
La Cappella è attigua alla chiesa di Santa Croce. All'interno si trova la statua della Madonna della Misericordia, assisa in trono con bambino. La statua della Vergine, risalente al Cinquecento, è in terra cotta policroma e si narra fu voluta dalla nobile Giovanna d'Aragona (della quale ritrarrebbe le sembianze) come ex voto alla Madonna per aver liberato il paese dal flagello del colera. Il trono è in legno dorato ed è sormontato da una imponente corona in argento. Secondo una leggenda il Bambino in braccio alla Vergine non sarebbe quello originale, quest'ultimo infatti sottratto dai briganti sarebbe successivamente finito in braccio alla Madonna dei Lumi di Civitella del Tronto. Tale notizia, sebbene desunta dalla tradizione popolare e probabilmente alimentata da fervori campanilistici, potrebbe avere un fondo di verità. Infatti, il Bambino in oggetto appare di fattura meno ricercata rispetto alla Madre e presenta un diverso cromatismo. I Bellantesi sono particolarmente devoti alla Madonna della Misericordia che riconoscono come patrona accanto a Sant'Atanasio e a San Francesco di Paola. Il simulacro della Vergine, tra manifestazioni di profondo fervore religioso, viene portato in processione per le vie del paese e fino anche alla contrade rurali ogni venticinque anni. In queste occasioni non è raro scorgere tra la folla numerosa donne che si spogliano dei propri monili in oro per donarli alla Madonna.

## Società

### Evoluzione demografica
Abitanti censiti

### Etnie e minoranze straniere
Nel 2008 la popolazione straniera residente a Bellante risulta essere il 7,20% del totale. La comunità più numerosa è quella cinese (2,1% del totale della popolazione residente); seguono, tra le più consistenti, quella albanese (1,59%), quella rumena (0,81%) e quella marocchina (0,68%).

## Geografia antropica

### Frazioni

#### Ripattoni
La frazione di Ripattoni si trova a Sud del Comune di Bellante e a Nord del fiume Tordino. Ha origini medioevali.

#### Bellante Stazione
La frazione di Bellante Stazione si trova all'estremità meridionale del Comune di Bellante, nella parte occupata dal fondo valle del Tordino. Prende il nome dalla stazione ferroviaria di Bellante-Ripattone.

## Infrastrutture e trasporti

### Strade
- Strada statale 80 racc di Teramo, strada a scorrimento veloce che congiunge l'autostrada A24 all'autostrada A14
- Strada statale 80 del Gran Sasso d'Italia

### Ferrovie
Il comune è servito dalla stazione ferroviaria Bellante-Ripattone, posta lungo la linea ferroviaria Teramo-Giulianova.

## Amministrazione
| Periodo        | Periodo        | Primo cittadino              | Partito                                | Carica  | Note          |
| -------------- | -------------- | ---------------------------- | -------------------------------------- | ------- | ------------- |
| 6 giugno 1993  | 27 aprile 1997 | Ennio Chiavetta              | Lista civica di sinistra               | Sindaco | [ 9 ]         |
| 28 aprile 1997 | 29 maggio 2006 | Fernando Angeloni            | Lista civica di centro-sinistra        | Sindaco | [ 10 ] [ 11 ] |
| 30 maggio 2006 | 15 maggio 2011 | Domenico "Renzo" Di Sabatino | Lista civica di centro-sinistra - DS   | Sindaco | [ 12 ]        |
| 16 maggio 2011 | 4 giugno 2016  | Mario Di Pietro              | Lista civica Bellante democratica - PD | Sindaco | [ 13 ]        |
| 5 giugno 2016  | in carica      | Giovanni Melchiorre          | Lista civica Bellante futura           | Sindaco | [ 14 ]        |